# Kapela (zvezda)
Kapela ali α Voznika je najsvetlejša zvezda v ozvezdju Voznika, šesta najsvetlejša zvezda nočnega neba in tretja najsvetlejša zvezda severne nebesne poloble, tik za Arkturjem in Vego. Je tudi izstopajoči objekt na severnem zimskem nebu in cirkumpolarna za opazovalce severno od geografske širine 44°. Njeno ime pomeni v latinščini "majhna koza", ki naj bi v grški mitologiji upodabljala kozo Amaltejo, pri kateri je Zevs sesal mleko. Kapela je relativno blizu, saj je od Sonca oddaljena le 42,9 svetlobnih let (13,2 parsekov).
Čeprav se s prostim očesom zdi, da je to le ena zvezda, je v bistvu sestavljena iz štirih med seboj povezanih zvezd - Kapela je četverozvezdje v dveh manjših parih. Sestavljena je iz zvezd Kapele Aa, Kapele Ab, Kapele H in Kapele L.
Primarni par zvezd sestoji iz dveh svetlih rumenih orjakinj Kapele Aa in Kapele Ab, ki sta okrog 2,5-krat masivnejši od Sonca. Sekundarni par Kapele H in Kapele L, ki pa je oddaljen okrog 10.000 astronomskih enot (a.e.) od prvega para, pa je par dveh malih, nevpadajočih in relativno mrzlih rdečih pritlikavk.
Zvezdi Kapela Aa in Kapela Ab sta že izpuhnili svoji vodikovi skorji, se ohladili in razširili ter se že odmikata od glavne veje. Obe krožita po zelo ozki orbiti, ki je velika približno 0,74 AU. Obkrožita se v 104 dneh. Kapela Aa je hladnejša in bolj izsevna od tistih dveh s spektralnim razredom K0III; je kar 78,7 ± 4,2 -krat izsevnejša od Sonca in ima kar 11,98 ± 0,57 -krat večji polmer. Starajoča se rdeča orjakinja Kapela Aa spaja helij v ogljik in v kisik. Kapela Ab je za malenkost manjša in bolj vroča od spektralnega razreda G1IIII; je 72,7 ± 3,6 -krat izsevnejša od Sonca in je 8,83 ± 0,33 -krat večja od njega. Nahaja se v Hertzsprungovi luknji, kjer se nahaja večina podorjakinj v fazi, ko se razširijo in ohladijo ter kasneje postanejo rdeče orjakinje.  
Kapela je ena od največjih virov rentgenskih žarkov na nebu predvsem zaradi korone Kapele Aa.   
Veliko ostalih zvezd v enakem vidnem polju je bilo označenih in katalogiziranih kot dvozvezdja, a so fizikalno nepovezane med sabo.

## Nomenklatura
α Aurigae (latinizirano v Alfa Aurigae) je Bayerjevo poimenovanje tega zvezdnega sistema. Ima tudi Flamsteedovo poimenovanje: 13 Aurigae. Poimenovana je tudi v raznih zvezdnih katalogih, kot so ADS 3841, CCDM J05168+4559 in WDS J05167+4600. Kot relativno bližnji zvezdni sistem je Kapela tudi v Gliese-Jahreissovem katalogu z oznako GJ 194 za svetli orjakinji in GJ 195 za manj svetli rdeči pritlikavki.
Tradicionalno ime Kapela je v latinščini (majhna) koza; alternativno ime Capra pa se je uporabljalo v klasični dobi. Leta 2016 je Mednarodna astronomska zveza (IAU) naredila Skupino za določanje novih imen zvezd (Working Group on Star Names - WGSN) da katalogizira in standardizira imena zvezd. WSGN-jev prvi bilten, ki je izšel julija 2016, je vseboval tabele dveh skupin zvezd, ki jih je skupina poimenovala; vseboval je tudi ime za našo zvezdo - Capella (slovensko - Kapela). Zdaj je tako poimenovana tudi v IAU katalog imen zvezd. Katalog nam pove, da je Capella drugo ime za α Aurigae Aa.

## Zvezdni sistem
Veliko zvezd se nahaja v območju velikem par kotnih minut, ki ga pokriva Kapela in so bile označene kot povezane med sabo. Washingtonov katalog dvojnih zvezd je označil komponente A, B, C, D, E, F, G, H, I, L, M, N, O, P, Q in R, med njimi se s prostim očesom vidi le komponento A. Večina njih je le navidezno povezanih, a ozek par rdečih pritlikavk H in L je na enaki razdalji kot svetla komponenta A in se premikajo po vesolju skupaj z njo. Kapela A je sama po sebi spektroskopska binarna zvezda s komponentami Kapela Aa in Kapela Ab, obe sta orjakinji. Par orjakinj je od para rdečih pritlikavk oddaljen za 723˝.
Ameriški astronom Robert Burnham ml. je opisal velikostni model, kjer sta bili komponenti Kapele A predstavljeni kot dve sferi, veliki 13 in 7 inčev (33,0 in 17,8 cm) ter oddaljeni 10 čevljev (3,048 m). Rdeči pritlikavki sta bili potem veliki vsaka po 0,7 inčev (1,8 cm), oddaljeni med sabo pa 420 čevljev (128,016 m). V tem merilu sta bila dva para med sabo oddaljena 21 milj (33.796 km).

### Kapela A
Kapelo A sestavljata dve rumeni stari zvezdi, ki krožita ena okoli druge v 104,02128 ± 0,00016 dneh z veliko polosjo veliko 111,11 ± 0,10 milijona km (0,74272 ± 0,00068 a.e.), kar je približno razdalja med Venero in Soncem. Par se binarno ne prekriva; navidezno se z Zemlje zdi, kot da se zgrešita. Orbita je določena izredno natančno. Zvezdi kljub vsemu nista dovolj blizu, da bi ena zvezda požirala material druge, tudi med stanjem rdeče orjakinje primarne zvezde.
Dogovorjeno je, da ima hladnejša in izsevnejša komponenta Aa spektralni tip nekje med G2 in K0. Bolj vroča komponenta Ab ima določen spektralni tip nekje med poznim (hladnejšim) F in ranim (toplejšim) G. Obe zvezdi spadata v III. razred - razred orjakinj. V skupnem spektru dominira primarna zvezda zaradi ostrejših črt; črte druge zvezde so zaradi hitrega vrtenja meglene in razmazane. Skupni spektralni razred je približno G3III predvsem zaradi hladnejše komponente Aa. Najbolj priznana razreda sta na splošno K0III in G1III, starejše vrednosti pa se gibljejo med G5IIIe + G0III v Katalogu svetlih zvezd in G8III + G0III po Eggenu. Kjer je vsebina jasna, sta te dve komponenti označeni kot A in B.

### Kapela HL
Sedma komponenta Kapele, imenovana Kapela H je fizikalno povezana s primarno zvezdo. Trenutno je v stanju rdeče pritlikavke in je od orjakinj ločena za okoli 10.000 a.e.. Ima svojega spremljevalca, še temnejšo rdečo pritlikavko, ki je bila od nje ob odkritju 1935 oddaljena 1,8˝. Osem let kasneje sta se ločili narazen na 3,5˝, kar so že predvideli iz značilnosti orbite. Imenovana je Kapela L. Gliesse-Jahreissov katalog bližnjih zvezd je poimenoval ta binarni sistem kot GJ 195, komponenti pa GJ 195 A in B.

### Navidezni spremljevalci
Šest navideznih spremljevalcev Kapele je bilo odkritih še pred odkritjem Kapele H in so splošno znani kot Kapela B-G. Nobena od teh ni tudi fizikalno povezana s Kapelo, čeprav so Kapeli A kotno bližje kot pa par Kapela HL.
| Komponenta | Glavna zvezda | Rektascenzija (α) Ekvinokcij J2000.0 | Deklinacija (δ) Ekvinokcij J2000.0 | Epoha opazovanja | Kotna oddaljenost zvezde A | Kot (relativno glede na glavno zvezdo) | Navidezna magnituda (V) | Vir    |
| ---------- | ------------- | ------------------------------------ | ---------------------------------- | ---------------- | -------------------------- | -------------------------------------- | ----------------------- | ------ |
| B          | A             | 05h 16m 42.7s                        | +46° 00′ 55″                       | 1898             | 46.6″                      | 23°                                    | 17.1                    |        |
| C          | A             | 05h 16m 35.9s                        | +46° 01′ 12″                       | 1878             | 78.2″                      | 318°                                   | 15.1                    |        |
| D          | A             | 05h 16m 40.1s                        | +45° 58′ 07″                       | 1878             | 126.2″                     | 183°                                   | 13.6                    |        |
| E          | A             | 05h 16.5m                            | +46° 02′                           | 1908             | 154.1″                     | 319°                                   | 12.1                    |        |
| F          | A             | 05h 16m 48.748s                      | +45° 58′ 30.84″                    | 1999             | 112.0″                     | 137°                                   | 10.21                   | SIMBAD |
| G          | A             | 05h 16m 31.852s                      | +46° 08′ 27.42″                    | 2003             | 522.4″                     | 349°p                                  | 8.10                    | SIMBAD |

## Poimenovanja
- Kapela, krater na Luni severno od Morja nektarja (Mare Nectaris), a ni poimenovan po zvezdi
- USS Capella (AK-13) in USNS Capella (T-AKR-293), ladji Ameriške mornarice
- Mazda Capella, model avtomobila od podjetja Mazda